# アロースタッド
アロースタッドとは、北海道日高郡新ひだか町静内田原で種牡馬を繋養している牧場である。運営は株式会社ジェイエスが行っている。

## おもな繋養種牡馬
（50音順）
- アスクピーターパン（2022年 - ）
- ウォータービルド（2021年 - ）
- エポカドーロ（2021年 - ）
- カデナ（2023年 - ）
- カフェファラオ（2024年 - ）
- カリフォルニアクローム（2020年 - ）
- サンライズノヴァ（2023年 - ）
- シニスターミニスター（2008年 - ）
- シャンハイボビー（2019年 - ）
- シュウジ（2022年 - ）
- ステルヴィオ（2023年 - ）
- セイウンコウセイ（2022年 - ）
- セキフウ（2024年 - ）[1]
- ダノンプレミアム（2022年 - ）
- ディーマジェスティ（2018年 - ）
- テーオーケインズ（2024年 - ）
- トランセンド（2013年 - ）
- ドリームバレンチノ（2018年 - ）
- パールシークレット（2025年 - ）
- パンサラッサ（2024年 - ）
- ビッグアーサー（2018年 - ）
- ファストフォース（2024年 - ）
- フィレンツェファイア（2022年 - ）
- ポアゾンブラック（2018年 - ）
- モズアスコット（2021年 - ）
- ヤマカツエース（2019年 - ）
- ユニコーンライオン（2024年 - ）
- ラニ（2018年 - ）
- リュウノユキナ（2025年 - ）
- レッドベルオーブ（2025年 - ）

### 過去の繋養種牡馬
（50音順）
- アーネストリー（2016年 - ）
- アジュディケーティング
- アジュディミツオー（2010年 - ）
- アサティス（ - 2007年死亡）
- アンバーシャダイ（? - 2002年引退 - 2007年死亡）
- ウイングアロー（2002年 - 2007年、東北牧場へ）
- ウインデュエル（2006年 - 2008年引退、ノーザンホースパークへ）
- ウォーターリーグ（2007年 - 2020年　種牡馬引退）
- ヴィットリオドーロ（2015年 - 2021年）
- エアダブリン（? - 2002年、韓国へ）
- ガルボ（2016年 - 2023年）
- キタサンカムイデン（2013年 - 2014年）
- クリエイター
- クリーンエコロジー（2017年 - ）
- グレートサクセス（ - 2005年）
- グランプリボス（2015年 - 2021年、谷川牧場へ）
- コロニアルアッフェアー（2000年 - 2003年、アルゼンチンへ）
- ゴドリー
- サウスヴィグラス（静内SSより、2005年 - 2018年）
- サンキリコ
- サクラシンゲキ
- サクラトウコウ
- サクラゴールド[2]
- サクラローレル （静内SSより、2005年 - 2009年、新和牧場へ）
- サニーブライアン（ - 2007年引退、うらかわ優駿ビレッジAERUへ）
- サブミーカー（2008年 - 2010年）
- サンライズペガサス（2006年 - ）
- シーロ（2008年、ロシアへ）
- ジャンダルム（2023年 - 2025年）
- シンチェスト[2]
- スキャターザゴールド（2001年 - 2008年、ロシアへ）
- スズカマンボ（2007年 - 2015年）
- スズカフェニックス（2009年 - 2016年）[3]
- スズカコーズウェイ（2013年 - 2024年）[4]
- スーパーホーネット（2011年 - 2016年）[5]
- スーパーライセンス
- スパロービート（2015年 - 2021年）
- スマイルジャック（2015年 - 2016年）[6]
- スマートボーイ（2004年 – 2016年死亡）[7]
- セイウンスカイ（2002年 - 2007年、西山牧場へ）
- セイントアレックス（2010年 - 2011年）
- セサロニアン
- セレスハント（2015年 - 2023年）
- ゼンノエルシド（山内牧場より、2013年、村上牧場へ）
- デザートストーリー（2003年 - 2007年、本田牧場へ）
- タイキシャトル[8]
- ダイナコスモス（1987年 - 2003年引退、門別牧場へ）
- ダイヤモンドショール
- ダイワテキサス（2003年 - 2007年引退、にいかっぷホロシリ乗馬クラブへ）
- ダブルスター（2017年 - 2021年）
- タマモクロス（? - 2003年死亡）
- ダンスディレクター（2019年 - 2023年引退、ヴェルサイユリゾートファームへ）
- チアズブライトリー
- ツクバシンフォニー
- ツルマルボーイ（2005年 - 2008年引退、ノーザンホースパークへ）
- ディアブロ（? - 2006年）
- デスペラード（2015年 - 2017年）
- トーセンファントム
- トーホウエンペラー（2003年 - ）
- トーホウジャッカル（2017年 - 2022年）
- トウショウペガサス
- トウケイヘイロー（2016年 - 2023年引退、ヴェルサイユリゾートファームへ）
- トップオブツヨシ（2010年 - 2011年）
- ドラマティックビッド
- ナカヤマフェスタ（2019年 - 2023年引退、うらかわ優駿ビレッジAERUへ[9]）
- ナムラタイタン（2017年 - 2023年）
- ネヴァブション（2014年 - 2016年[10]）
- ネオアトラクション（2019年 - ）
- ネロ（2019年 - 2021年、日本軽種馬協会へ）
- ハイエステイト（1996年 - ?）
- ハギノハイブリッド（2019年 - ）
- パーソナルラッシュ（優駿SSより、2012年 - ）
- ハタノヴァンクール（2016年 - 2020年）
- バトルプラン（2011年 - 2021年）
- パラダイスクリーク （1995年 - 2010年、前川義則牧場へ）
- バランスオブゲーム（2007年 - 2012年引退、ノーザンホースパークへ）
- バロズハート（2014年 - 2020年）
- ヒシマサル2（1993年 - 2001年引退、うらかわ優駿ビレッジAERUへ）
- ビービーガルダン（2012年 - ）
- ヒルノダムール（2013年 - 2019年引退、東関東馬事高等学院へ）
- ファーガソン（2015年 - ）
- フサイチホウオー（2009年 - 2013年引退、ノーザンホースパークへ）
- ブライアンズタイム（CBスタッドより、2003年 - 2013年死亡）
- フサイチリシャール（2009年 - ）
- ペルーサ（2017年 - ）
- ヘンリーバローズ（2022年 - 2023年、イーストスタッドと2年おきにシャトル運用）
- マスクゾロ（2018年 - 2021年、大道牧場へ[11]）
- ミスキャスト
- ホリスキー（1984年 - 2003年引退 - 2003年死亡）
- ホークスター
- ホールウォーカー（2009年 - 2011年）
- ニホンピロマーチ[2]
- マックスバラード（2008年）
- ミシックトライブ（2000年 - 2004年、織笠時男牧場へ）
- ミレニアムバイオ（2004年 - 2008年、本田牧場へ）
- ミュゼスルタン（2017年 - 2024年）[12]
- メジロアルダン（1991年 - 2000年、北京龍頭牧場へ）
- メジロパーマー（1994年 - 2002年引退、メジロ牧場へ）
- メジロライアン（1993年 - 2007年引退、メジロ牧場へ）
- ヤシマソブリン（1998年 - 2007年引退、三石橋本牧場へ）
- ライフタテヤマ（1989年 - 1999年引退、谷岡ファームへ）
- ラストタイクーン
- ラムタラ（1997年 - 2006年、イギリスへ）
- リキアイオー
- リズム（ニュージーランドへ）
- リーチザクラウン（2013年 - 2016年・2021年 - 2024年）[13]
- リファーズスペシャル（? - 1998年用途変更）
- リヤンドファミユ（2017年 - ）
- ルースリンド
- ルーブルアクト
- レイザーレイン
- レッドスパーダ（2015年 - ）
- レッドベルジュール（2021年 - 2024年、日本軽種馬協会九州種馬場へ）
- ロンドンタウン（2021年 - 2022年）
- ワンアンドオンリー（2018年 - 2022年）
- ロイヤルタッチ（? - 2012年）
- ロジャーバローズ（2020年 - 2021年・2024年、イーストスタッドと2年おきにシャトル運用）
- ロングリート
- ワイルドラッシュ（2004年 - 2018年）
- ワイルドワンダー
- ワールドエース（2016年 - 2023年引退、ノーザンホースパークへ）[14]
- ワンダーアキュート（2016年 - 2024年引退、ヴェルサイユリゾートファームへ[15]）

※括弧内は当スタッドでの繋養期間（功労馬としての繋養も含む）